# Himno de la República Socialista Soviética de Bielorrusia
El Himno Nacional de la República Socialista Soviética de Bielorrusia (bielorruso: Дзяржаўны гімн Беларускай Савецкай Сацыялiстычнай Рэспублiкi, transliteración: Dziaržawny himn Bielaruskaj Savieckaj Sacyjalistyčnaj Respubliki), fue el himno de la RSS de Bielorrusia, una de las repúblicas constituyentes de la Unión Soviética.

## Historia
Este himno fue utilizado del 24 de septiembre de 1955 hasta el 25 de agosto de 1991. Compuesto por Nestar Sakalowski, con letra compuesta por Mihas' Klimovich. La versión original estalinista fue grabada en 1952, y fue oficializado hasta 1955, dos años después de la muerte de Stalin. En 1956, como parte de la desestalinización, la mención del exlíder soviético fue retirada.
La música de este himno fue reutilizada en 2002 para My Belarusy, himno actual de Bielorrusia. En esta versión, se retiran todas las referencias a Rusia y al comunismo, caso similar hecho con el himno ruso.

## Letra

### Versión original (1952–53)

#### En bielorruso
| Alfabeto cirílico | Łacinka | Transcripción AFI |
| Мы, Беларусы, з братняю Руссю, Разам шукалі к долі дарог. Ў бітвах за волю, ў бітвах за долю Мы здабылі з ёй сцяг перамог! Прыпеў: Нас аб’яднала Леніна імя, Сталін павёў нас к шчасцю ў паход. 𝄆 Слава Саветам! Слава Радзіме! Слава табе, Беларускі народ! 𝄇 Ў слаўным саюзе люд Беларусі Вырас, як волат нашых былін. Вечна мы будзем вольныя людзі, Жыць на шчаслівай, вольнай зямлі! Прыпеў Дружбай народаў мы назаўсёды, Нашы граніцы ў сталь закуём. Ворагаў хмары грозным ударам, З нашых прастораў прэч мы змяцём! Прыпеў | My, Biełarusy, z bratniaju Russiu, Razam šukali k doli daroh. W bitvach za volu, w bitvach za dolu, My zdabyli ź joj ściah pieramoh! Prypiew: Nas abjadnała Lenina imia, Stalin paviow nas k ščaściu w pachod. 𝄆 Słava Savietam! Słava Radzimie! Słava tabie, Biełaruśki narod! 𝄇 W sławnym sajuzie lud Biełarusi, Vyras, jak vołat našych bylin. Viečna my budziem volnyja ludzi, Žyć na ščaslivaj, volnaj ziamli! Prypiew Družbaj narodaw my nazawsiody, Našy hranicy w stal zakujom. Vorahaw chmary hroznym udaram, Z našych prastoraw preč my zmiaciom! Prypiew | [mɨ ǀ bʲe̞ɫ̪ärus̪ɨ ǀ z̪‿brät̪n̪ʲäju rus̪ʲːu ǀ] [räz̪äm ʂukäl̪ʲi g‿d̪o̞l̪ʲi d̪äro̞x ‖] [β̞‿bʲit̪väɣ z̪ä vo̞l̪ʲu ǀ β̞‿bʲit̪väɣ z̪ä d̪o̞l̪ʲu] [mɨ z̪d̪äbɨl̪ʲi z̪ʲ‿jo̞j s̪ʲt̻͡s̪ʲäx pʲe̞rämo̞x ‖] [prɨpʲe̞w] [n̪äs̪ äbjäd̪n̪äɫ̪ä l̪ʲe̞n̪ʲin̪ä jimʲä ǀ] [s̪t̪äl̪ʲin̪ pävʲɵw n̪äs̪ k‿ʂʈ͡ʂäs̪ʲt̻͡s̪ʲu β̞‿päxo̞t̪ ‖] 𝄆 [s̪ɫ̪ävä s̪ävʲe̞t̪äm ‖ s̪ɫ̪ävä räd̻͡z̪ʲimʲe̞ ‖] [s̪ɫ̪ävä t̪äbʲe̞ ǀ bʲe̞ɫ̪ärus̪ʲkʲi n̪äro̞t̪ ‖] 𝄇 [w‿s̪ɫ̪äwnɨm s̪äjuzʲe̞ l̪ʲud̪ bʲe̞ɫ̪ärus̪ʲi ǀ] [vɨräs̪ ǀ jäg vo̞ɫ̪ät̪ näʂɨɣ bɨl̪ʲin̪ ‖] [vʲe̞ʈ͡ʂn̪ä mɨ bud̻͡z̪ʲe̞m vo̞l̪ʲn̪ɨjä l̪ʲud̻͡z̪ʲi ǀ] [ʐɨt̻͡s̪ʲ n̪ä ʂʈ͡ʂäs̪l̪ʲiväj ǀ vo̞l̪ʲn̪äj z̪ʲäml̪ʲi ‖] [prɨpʲe̞w] [d̪ruʐbäj n̪äro̞d̪äw mɨ n̪äz̪äws̪ʲɵd̪ɨ ǀ] [n̪äʂɨ ɣrän̪ʲit̻͡s̪ɨw s̪t̪äɫ̪ z̪äkujɵm ‖] [vo̞räɣäw xmärɨ xro̞z̪n̪ɨm ud̪äräm ǀ] [z̪‿n̪äʂɨx präs̪t̪o̞räw pre̞ʈ͡ʂ mɨ z̪mʲät̻͡s̪ʲɵm ‖] [prɨpʲe̞w] |

#### Traducción rusa cara a cara
| Cirílico | Latino |
| --- | --- |
| Мы, белорусы, с братскою Русью Вместе искали к счастью пути. В битвах за волю, в битвах за долю, С ней добыли мы знамя побед. Припев: Нас объединило Ленина имя, Сталин повел нас к счастью в поход. 𝄆 Слава советам! Слава Родине! Слава тебе, белорусский народ! 𝄇 В славном союзе народ Белоруссии Вырос, как богатырь наших былин. Вечно мы будем, вольные люди, Жить на счастливой, вольной земле! Припев Дружбой народов мы навсегда Наши границы в сталь закуём. Врагов тучи грозным ударом С наших просторов прочь мы сметем! Припев | My, biełorusy, s bratskoju Ruśiu Vmiestie iskali k sčastju puti. V bitvah za volu, v bitvah za dolu, S niej dobyli my znamia pobieł. Pripiev: Nas ob’jediniło Lenina imia, Stalin povieł nas k sčastju v pohod. 𝄆 Słava sovietam! Słava Rodinie! Słava tiebie, biełorusskij narod! 𝄇 V słavnom sojuzie narod Biełorussii Vyros, kak bogatyrj naših bylin. Večno my budiem, volnyje ludi, Žitj na sčastlivoj, volnoj ziemle! Pripiev Družboj narodov my navsiegda Naši granicy v stal zakujom. Vragov tuči groznym udarom S naših prostorov pročj my smietiem Pripiev |

#### Traducción al español
Los bielorrusos, con Rus fraternos,
Juntos mirando los caminos hacia la acción.
En luchas por la libertad, en luchas por el destino,
Hemos encontrado nuestra bandera de victorias.
Coro:
El nombre de Lenin nos unió.
Stalin nos guió por el camino de la alegría.
𝄆 ¡Gloria a los soviéticos! ¡Gloria a la Patria!
¡Gloria al pueblo bielorruso! 𝄇

En la gloriosa unión, el pueblo de Bielorrusia
Creció como el héroe de nuestras epopeyas.
Por siempre seremos un pueblo libre,
¡Vivir en una tierra feliz y libre!
Coro
La amistad de los pueblos es lo que representamos
Nuestras fronteras de acero son lo que defenderemos.
Las nubes vuelan a nuestros formidables enemigos
¡Los barriremos de nuestras propias tierras!
Coro

### Versión 1956–1991

#### En bielorruso
| Alfabeto cirílico | Łacinka | Transcripción AFI |
| Мы, Беларусы, з братняю Руссю, Разам шукалі к шчасцю дарог. Ў бітвах за волю, ў бітвах за долю З ёй здабылі мы сцяг перамог! Прыпеў: Нас аб’яднала Леніна імя, Партыя к шчасцю вядзе нас ў паход. 𝄆 Партыі слава! Слава Радзіме! Слава табе, Беларускі народ! 𝄇 Сілы гартуе, люд Беларусі, Ў братнім саюзе, ў мужнай сям’і. Вечна мы будзем, вольныя людзі, Жыць на шчаслівай, вольнай зямлі! Прыпеў: Нас аб’яднала Леніна імя, Партыя к шчасцю вядзе нас ў паход. 𝄆 Партыі слава! Слава Радзіме! Слава табе, наш свабодны народ! 𝄇 Дружба народаў – сіла народаў, К шчасцю працоўных сонечны шлях. Горда ж узвіся ў светлыя высі, Сцяг камунізму – радасці сцяг! Прыпеў: Нас аб’яднала Леніна імя, Партыя к шчасцю вядзе нас ў паход. 𝄆 Партыі слава! Слава Радзіме! Слава табе, наш Савецкі народ! 𝄇 | My, Biełarusy, z bratniaju Rusiu, Razam šukali k ščaściu daroh. W bitvach za volu, w bitvach za dolu Ž joj zdabyli my ściah pieramoh! Prypiew: Nas abjadnała Lenina imia, Partyja k ščaściu viadzie nas w pachod. 𝄆 Partyi słava! Słava Radzimie! Słava tabie, Biełaruśki narod! 𝄇 Siły hartuje, lud Biełarusi, W bratnim sajuzie, w mužnaj siamji. Viečna my budziem, volnyja ludzi, Žyć na ščaslivaj, volnaj ziamli! Prypiew: Nas abjadnała Lenina imia, Partyja k ščaściu viadzie nas w pachod. 𝄆 Partyi słava! Słava Radzimie! Słava tabie, naš svabodny narod! 𝄇 Družba narodaw – siła narodaw, K ščaściu pracownych soniečny šlach. Horda ž uzvisia w svietłyja vysi, Ściah kamunizmu – radaści ściah! Prypiew: Nas abjadnała Lenina imia, Partyja k ščaściu viadzie nas w pachod. 𝄆 Partyi słava! Słava Radzimie! Słava tabie, naš Saviecki narod! 𝄇 | [mɨ ǀ bʲe̞ɫ̪ärus̪ɨ ǀ z̪‿brät̪n̪ʲäju rus̪ʲːu ǀ] [räz̪äm ʂukäl̪ʲi k‿ʂʈ͡ʂäs̪ʲt̻͡s̪ʲu d̪äro̞x ‖] [β̞‿bʲit̪väɣ z̪ä vo̞l̪ʲu ǀ β̞‿bʲit̪väɣ z̪ä d̪o̞l̪ʲu] [z̪ʲ‿jo̞j z̪d̪äbɨl̪ʲi mɨ s̪ʲt̻͡s̪ʲäx pʲe̞rämo̞x ‖] [prɨpʲe̞w] [n̪äs̪ äbjäd̪n̪äɫ̪ä l̪ʲe̞n̪ʲin̪ä jimʲä ǀ] [pärt̪ɨjä k‿ʂʈ͡ʂäs̪ʲt̻͡s̪ʲu vʲäd̻͡z̪ʲe̞ n̪äs̪ β̞‿päxo̞t̪ ‖] 𝄆 [pärt̪ɨ͡i s̪ɫ̪ävä ‖ s̪ɫ̪ävä räd̻͡z̪ʲimʲe̞ ‖] [s̪ɫ̪ävä t̪äbʲe̞ ǀ bʲe̞ɫ̪ärus̪ʲkʲi n̪äro̞t̪ ‖] 𝄇 [s̪ʲiɫ̪ɨ ɣärt̪uje̞ ǀ l̪ʲud̪ bʲe̞ɫ̪ärus̪ʲi ǀ] [β̞‿brät̪n̪ʲim s̪äjuz̪ʲe̞ ǀ β̞‿muʐnäj s̪ʲämji ‖] [vʲe̞ʈ͡ʂn̪ä mɨ bud̻͡z̪ʲe̞m ǀ vo̞l̪ʲn̪ɨjä l̪ʲud̻͡z̪ʲi ǀ] [ʐɨt̻͡s̪ʲ n̪ä ʂʈ͡ʂäs̪l̪ʲiväj ǀ vo̞l̪ʲn̪äj z̪ʲäml̪ʲi ‖] [prɨpʲe̞w] [n̪äs̪ äbjäd̪n̪äɫ̪ä l̪ʲe̞n̪ʲin̪ä jimʲä ǀ] [pärt̪ɨjä k‿ʂʈ͡ʂäs̪ʲt̻͡s̪ʲu vʲäd̻͡z̪ʲe̞ n̪äs̪ β̞‿päxo̞t̪ ‖] 𝄆 [pärt̪ɨ͡i s̪ɫ̪ävä ‖ s̪ɫ̪ävä räd̻͡z̪ʲimʲe̞ ‖] [s̪ɫ̪ävä t̪äbʲe̞ ǀ n̪äʂ s̪väbo̞d̪n̪ɨ n̪äro̞t̪ ‖] 𝄇 [d̪ruʐbä n̪äro̞d̪äw ǀ s̪ʲiɫ̪ä n̪äro̞d̪äw ǀ] [k‿ʂʈ͡ʂäs̪ʲt̻͡s̪ʲu prät̻͡s̪o̞wn̪ɨx s̪o̞n̪ʲe̞ʈ͡ʂn̪ɨ ʂl̪ʲäx ‖] [ɣo̞rd̪ä ʐ‿uz̪vʲis̪ʲäw s̪vʲe̞t̪ɫ̪ɨjä vɨs̪ʲi ǀ] [s̪ʲt̻͡s̪ʲäx kämun̪ʲiz̪mu ǀ räd̪äs̪ʲt̻͡s̪ʲi s̪ʲt̻͡s̪ʲäx ‖] [prɨpʲe̞w] [n̪äs̪ äbjäd̪n̪äɫ̪ä l̪ʲe̞n̪ʲin̪ä jimʲä ǀ] [pärt̪ɨjä k‿ʂʈ͡ʂäs̪ʲt̻͡s̪ʲu vʲäd̻͡z̪ʲe̞ n̪äs̪ β̞‿päxo̞t̪ ‖] 𝄆 [pärt̪ɨ͡i s̪ɫ̪ävä ‖ s̪ɫ̪ävä räd̻͡z̪ʲimʲe̞ ‖] [s̪ɫ̪ävä t̪äbʲe̞ ǀ n̪äʂ s̪ävʲe̞t̻͡s̪kʲi n̪äro̞t̪ ‖] 𝄇 |

#### Traducción rusa cara a cara
| Cirílico | Latino |
| --- | --- |
| Мы, белорусы, с братскою Русью, Вместе искали к счастью пути. В битвах за волю, в битвах за долю, С ней добыли мы знамя побед. Нас объединило Ленина имя Партия к счастью ведёт нас в поход 𝄆 Партии слава! Слава Родине! Слава тебе, белорусский народ! 𝄇 Силы закаляет народ Беларуси В братском союзе, в мужественной семье Вечно мы будем, вольные люди Жить на счастливой, вольной земле Нас объединило Ленина имя Партия к счастью ведёт нас в поход 𝄆 Партии слава! Слава Родине! Слава тебе, наш свободный народ! 𝄇 Дружба народов — сила народов, К счастью трудящихся солнечный путь Гордо же взвейся в светлые выси, Флаг коммунизма — радости флаг! Нас объединило Ленина имя Партия к счастью ведёт нас в поход 𝄆 Партии слава! Слава Родине! Слава тебе, наш советский народ! 𝄇 | My, biełorusy, s bratskoju Ruśiu, Vmiestie iskali k sčastju puti. V bitvah za volu, v bitvah za dolu, S niej dobyli my znamia pobieł. Nas ob’jediniło Lenina imia Partija k sčastju viediot nas v pohod 𝄆 Partiji słava! Słava Rodinie! Słava tiebie, biełorusskij narod! 𝄇 Siły zakalajet narod Biełarusi V bratskom sojuzie, v mužiestviennoj siemje Viečno my budiem, volnyje ludi Žitj na sčastlivoj, volnoj ziemle Nas ob’jediniło Lenina imia Partija k sčastju viediot nas v pohod 𝄆 Partiji słava! Słava Rodinie! Słava tiebie, naš svobodnyj narod! 𝄇 Družba narodov – siła narodov, K sčastju trudiaščihsia sołniečnyj putj Gordo žie vzviejsia v svietłyje vysi, Fłag kommunizma – radosti fłag! Nas ob’jediniła Lenina imia Partija k sčastju viediot nas v pohod 𝄆 Partiji słava! Słava Rodinie! Słava tiebie, naš sovietskij narod! 𝄇 |

#### Traducción español (castellano
Somos bielorrusos, con la Rusia fraternal,
Buscando juntos caminos afortunados.
En luchas por libertad, en luchas por el destino,
Ganamos nuestros estandartes de las victorias.
El nombre de Lenin nos ha unido,
El Partido nos lidera en la búsqueda de la felicidad.
¡Gloria al partido! ¡Gloria a la Madre Patria!
¡Gloria a ti, pueblo bielorruso!
Reuniendo fuerzas, pueblo de Bielorrusia,
En una unión fraternal, en una poderosa familia.
¡Por siempre debemos, hombres libres,
Vivir en una feliz y libre tierra!
El nombre de Lenin nos ha unido,
El Partido nos lidera en la búsqueda de la felicidad.
¡Gloria al partido! ¡Gloria a la Madre Patria!
¡Gloria a ti, nuestro pueblo libre!
La amistad de pueblos – la fuerza de pueblos,
Para la felicidad es el camino soleado.
¡Orgullosamente nos levantamos a alturas de cielo,
Estandarte del Comunismo – bandera de la alegría!
El nombre de Lenin nos ha unido,
El Partido nos lidera en la búsqueda de la felicidad.
¡Gloria al partido! ¡Gloria a la Madre Patria!
¡Gloria a ti, nuestro pueblo soviético!